# Marien-Kirche (Süderlügum)

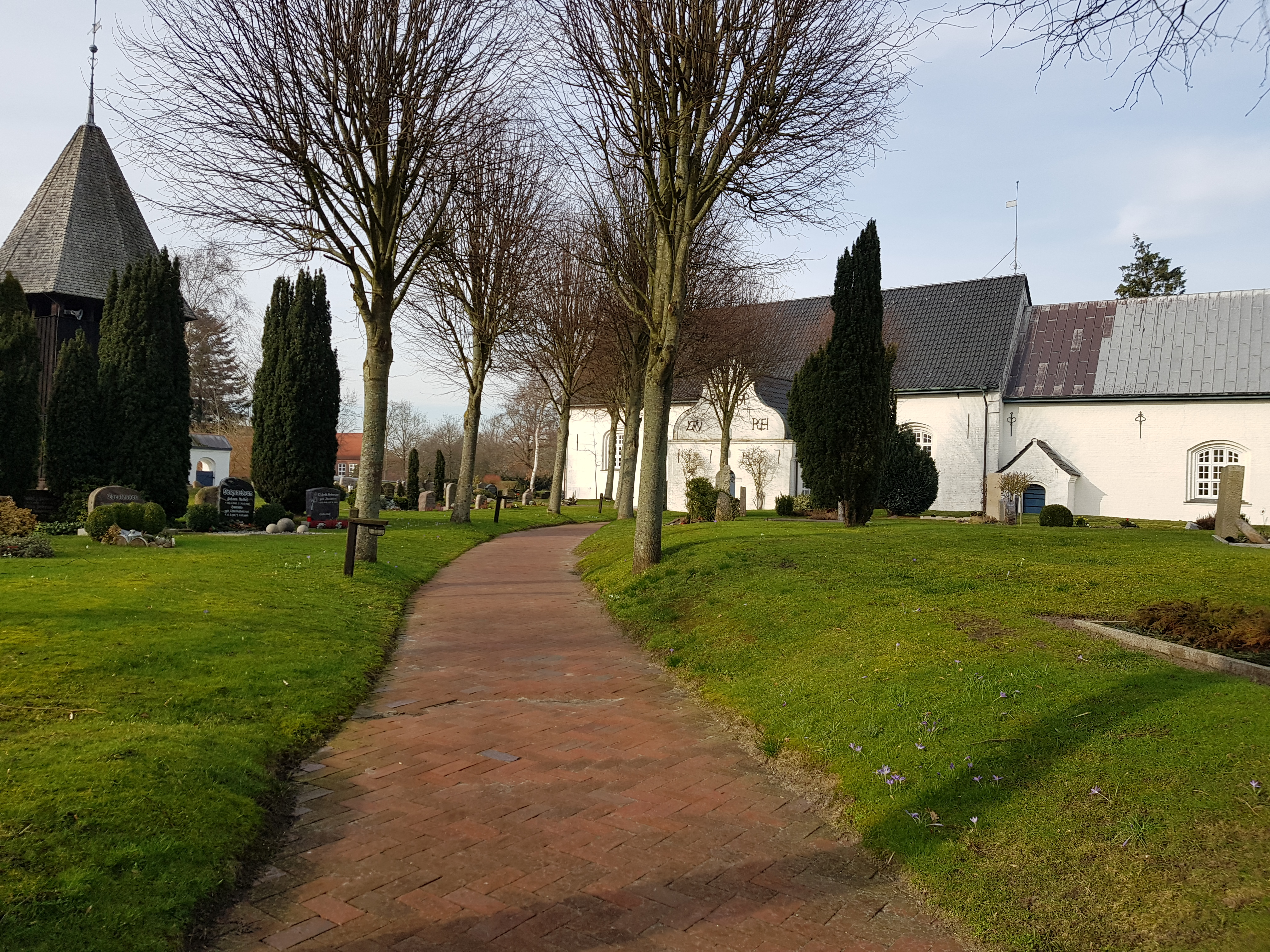
Die Marien-Kirche in der Ortsmitte

Die Marien-Kirche in Süderlügum (Dänisch: Sønder Løgum Kirke) ist eine evangelisch-lutherische Kirche. Sie wurde 1240 erstmals erwähnt und ist die jüngere der beiden Kirchen der Kirchengemeinde Süderlügum-Humptrup. Sie steht mit ihrer weißen Fassade gut sichtbar auf einer Anhöhe in der Ortsmitte von Süderlügum und ist umgeben von einem großen Friedhof.

## Baugeschichte

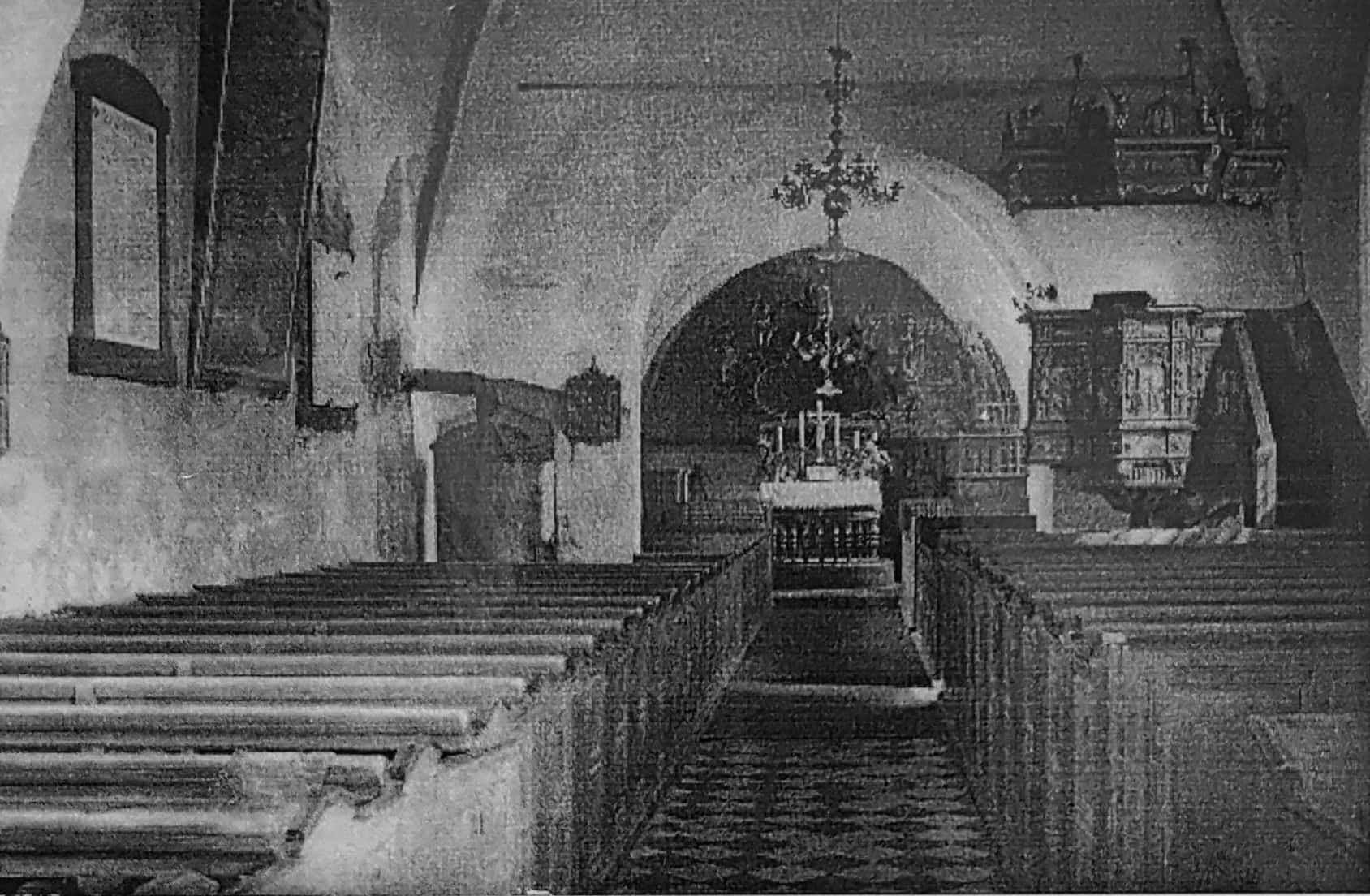
Der Innenraum nach Osten um 1910

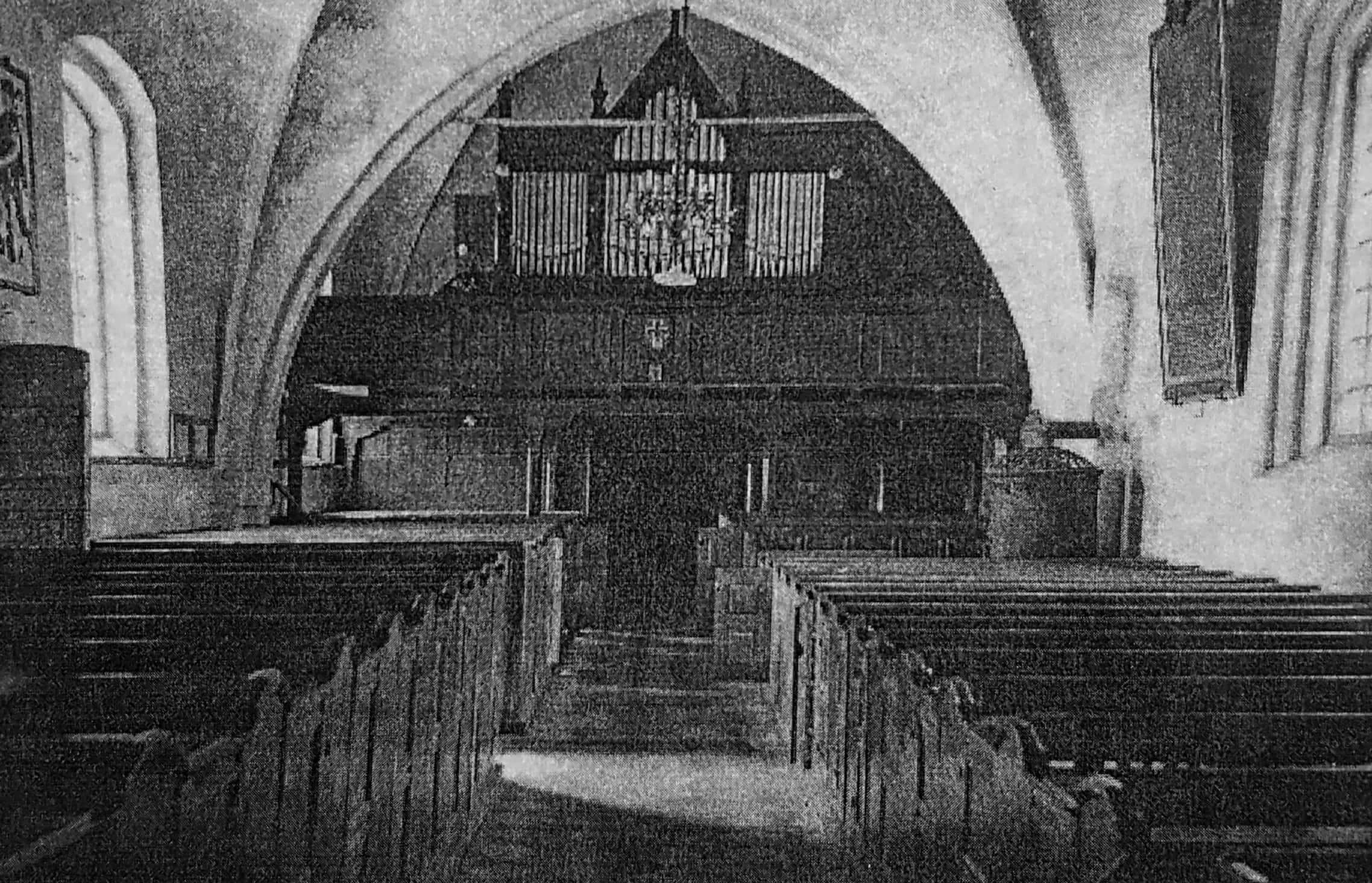
Der Innenraum nach Westen um 1910

Die Kirche wurde um 1200 auf einem eiszeitlichen Sandhügel in Form einer romanischen Friedhofskapelle gebaut. Zu der Zeit diente sie noch als Filialkirche von Humptrup. Sie wurde der Gottesmutter Maria geweiht
Um 1500 wurde die Kirche auf ihre jetzige Größe erweitert. Dabei wurde der Chor um das Doppelte verlängert. Auch das Langhaus wurde verlängert und die romanische Balkendecke durch ein gotisches Gewölbe ersetzt. In der Zeit entstanden auch die ersten Gewölbemalereien, welche in der Reformationszeit noch vervollständigt wurden. In dieser Zeit wurde auch der erste Glockenturm errichtet.
1777 wurde das heute als Haupteingang genutzte Karnhaus angebaut, und 1894 konnte die erste Heizung eingebaut werden.
In den Jahren 1929/30 wurde die Kirche grundlegend restauriert und die bis dahin übertünchten Gewölbemalereien wieder freigelegt, in den folgenden Jahren von August Wilckens und Hermann Wehrmann restauriert und teilweise im passenden Stil ergänzt.
2015 wurde die Kirche wegen Einbau der neuen Orgel saniert: Die Heizung und Beleuchtung wurden erneuert, die Wände weiß getüncht, der historische Fußboden wurde freigelegt und die Bankreihen und Emporenbrüstung wurden in der historischen Farbgebung gestrichen.

## Ausstattung
Die Ausmalung des Gewölbes zeigt im ersten Joch des Langschiffs ein spätgotisches Jüngstes Gericht. Die übrigen Malereien sind Szenen aus dem Leben Jesu, die gegen Ende des 16. Jahrhunderts entstanden. Die biblischen Szenen werden von Fabelwesen gerahmt.
Das älteste Ausstattungsstück ist die Granittaufe aus dem 12./13. Jahrhundert. Die meisten anderen Teile der mittelalterlichen Kirchenausstattung gingen verloren. Einige Reste, darunter eine Kreuzigungsgruppe von 1503, eine Apostelreihe von 1420 und eine Papstfigur, sowie die Reste eines Marienaltars verkaufte die Gemeinde 1905 an das Flensburger Kunstgewerbemuseum. Im Zusammenhang mit der Ausstellung Glaube. Orte. Kunst kehrten einige Kunstwerke, darunter eine Elisabeth mit dem Johannes-Knaben und eine Kopie einer Papstfigur, in die Marien-Kirche zurück.
Nach der Reformation bekam die Marienkirche eine Kanzel aus der Ringerink-Schule in Flensburg (1610). Sie ist dem Westflensburger Typ zuzurechnen. Die farbig gefassten Reliefs der Brüstung zeigen Szenen aus der Heilsgeschichte, nämlich den Sündenfall, die Verkündigung an Maria, Jesu Geburt, Kreuzigung, Auferstehung und Himmelfahrt. Die Szenen sind jeweils durch niederdeutsche Bibeltexte erläutert. Zwischen den Reliefs befinden sich Figuren der Apostel. Der Schalldeckel trägt Putten mit Marterwerkzeugen, seine Aufschrift ist hochdeutsch.
Als der Dreißigjährige Krieg vorbei war, wurde der Kirche „zur Ehre Gottes und der Zierde der Kirche“ viel gestiftet: eine Uhr (nicht mehr vorhanden), ein Abendmahlskelch und eine Patene, welche noch im Gebrauch sind, und der barocke Altaraufbau mit Knorpelwerk aus Eichenholz (1647). Dieser wird C. Gabriel aus Flensburg zugeschrieben. Er wurde 1990 restauriert. Das Tafelbild zeigt das letzte Abendmahl.
Die ovalen Porträts der Claudius-Pastoren und ihrer Ehefrauen aus einem um 1700 geschaffenen Epitaph hängen heute an der Südwand des Kirchenschiffes. Im 18. Jahrhundert kamen sowohl ein neues Gestühl sowie die sich heute noch im Gebrauch befindlichen Nummerntafeln in die Kirche. An der Nordwand des Kirchenschiffes befindet sich ein Gemälde von Pastor Peträus, der von 1721 bis 1735 amtierte, das zum Dank für seine Armenfürsorge angefertigt wurde.

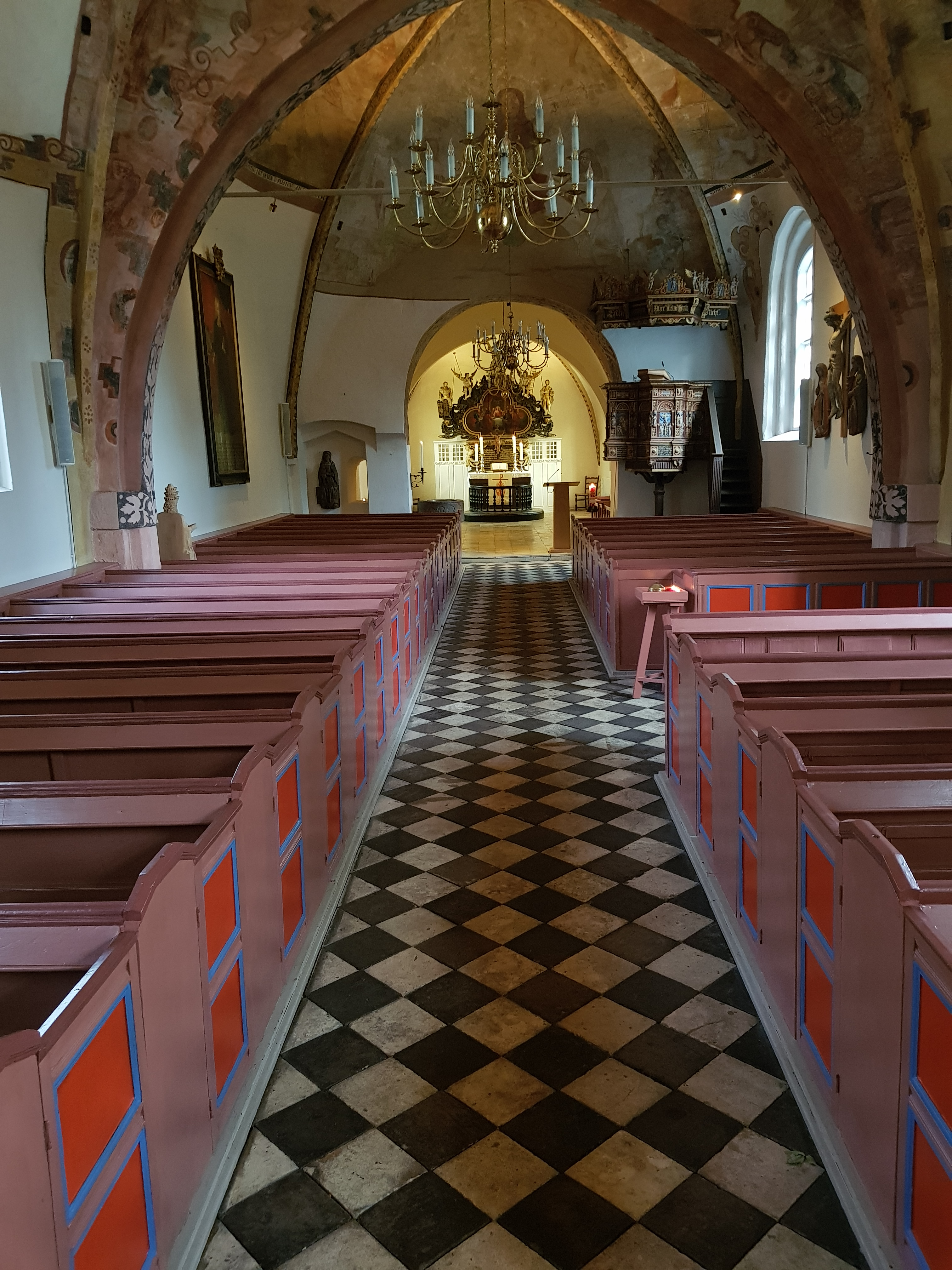
Der Innenraum nach Osten nach der Sanierung 2015 mit der historischen Farbgebung
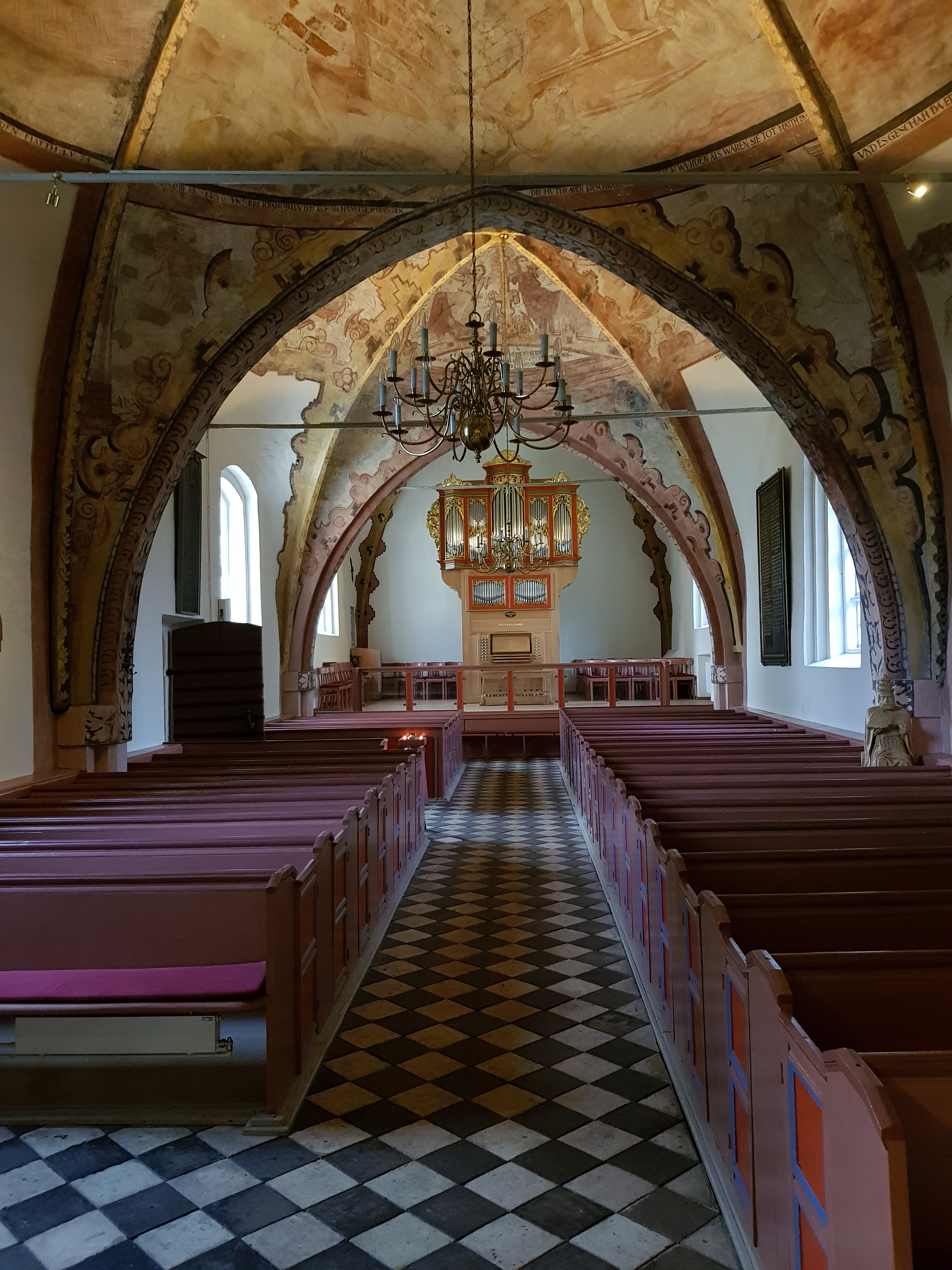
Der Innenraum nach Westen nach der Sanierung 2015 mit der historischen Farbgebung
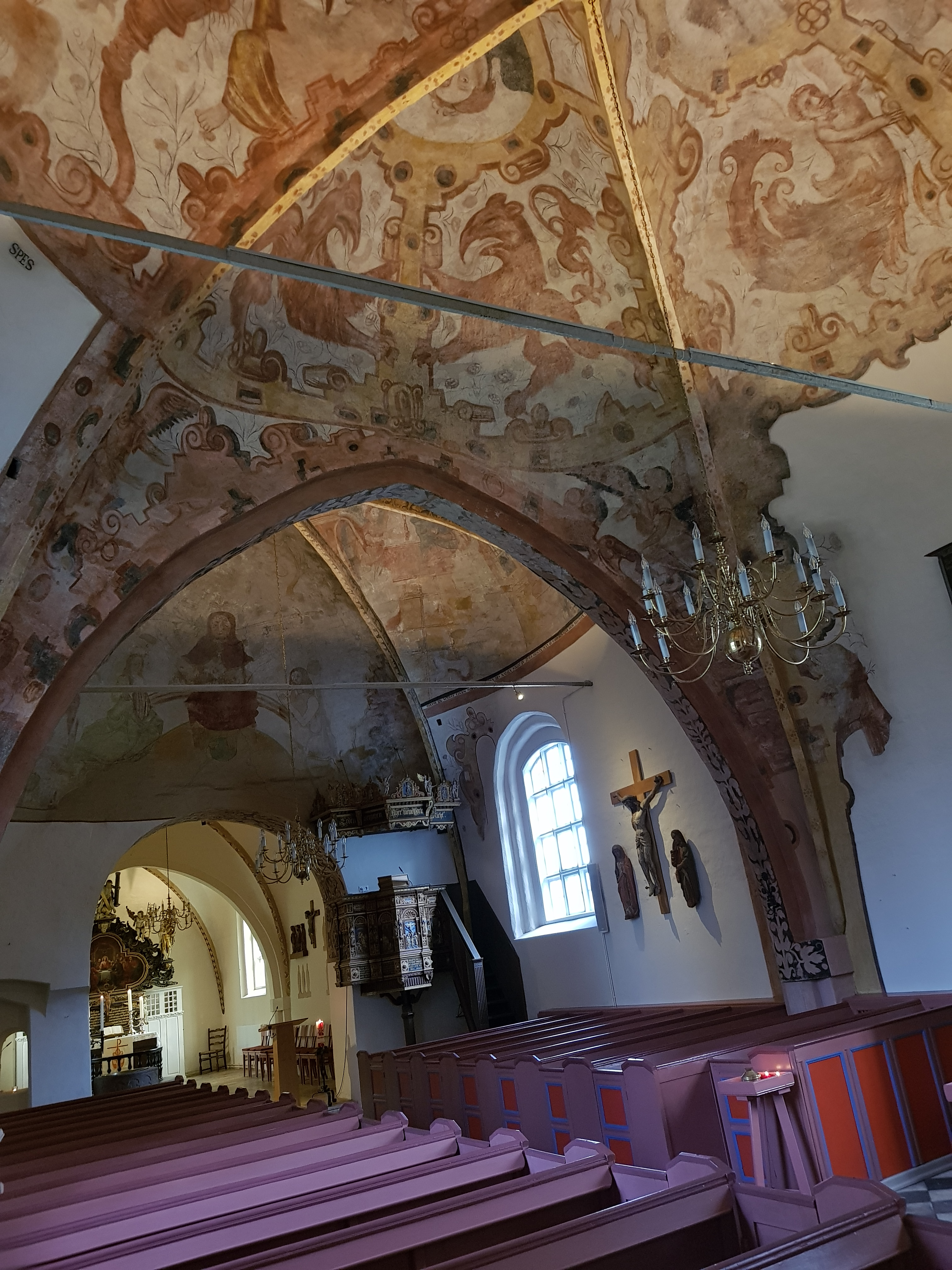
Die Gewölbemalereien
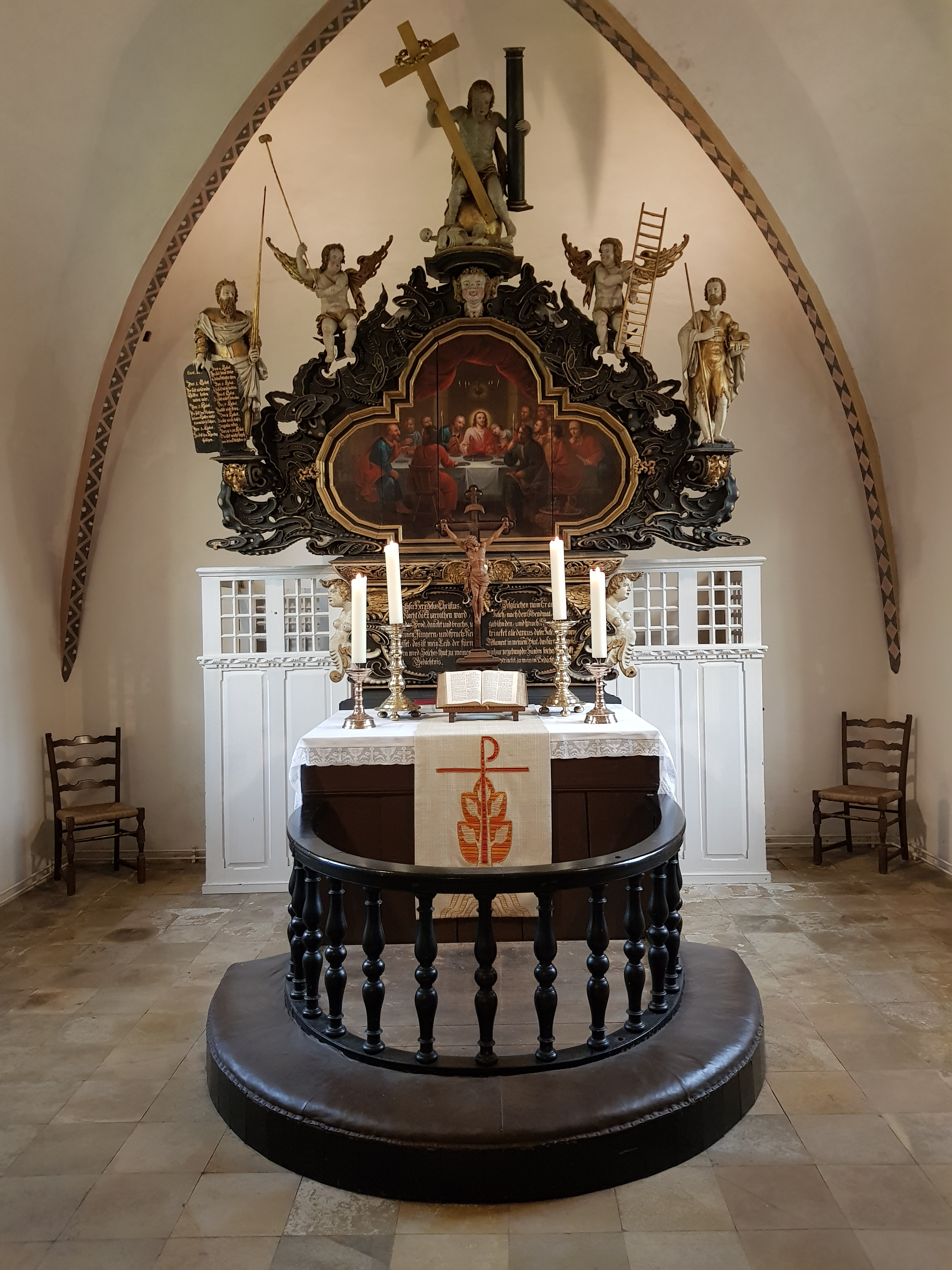
Der barocke Altar von 1647
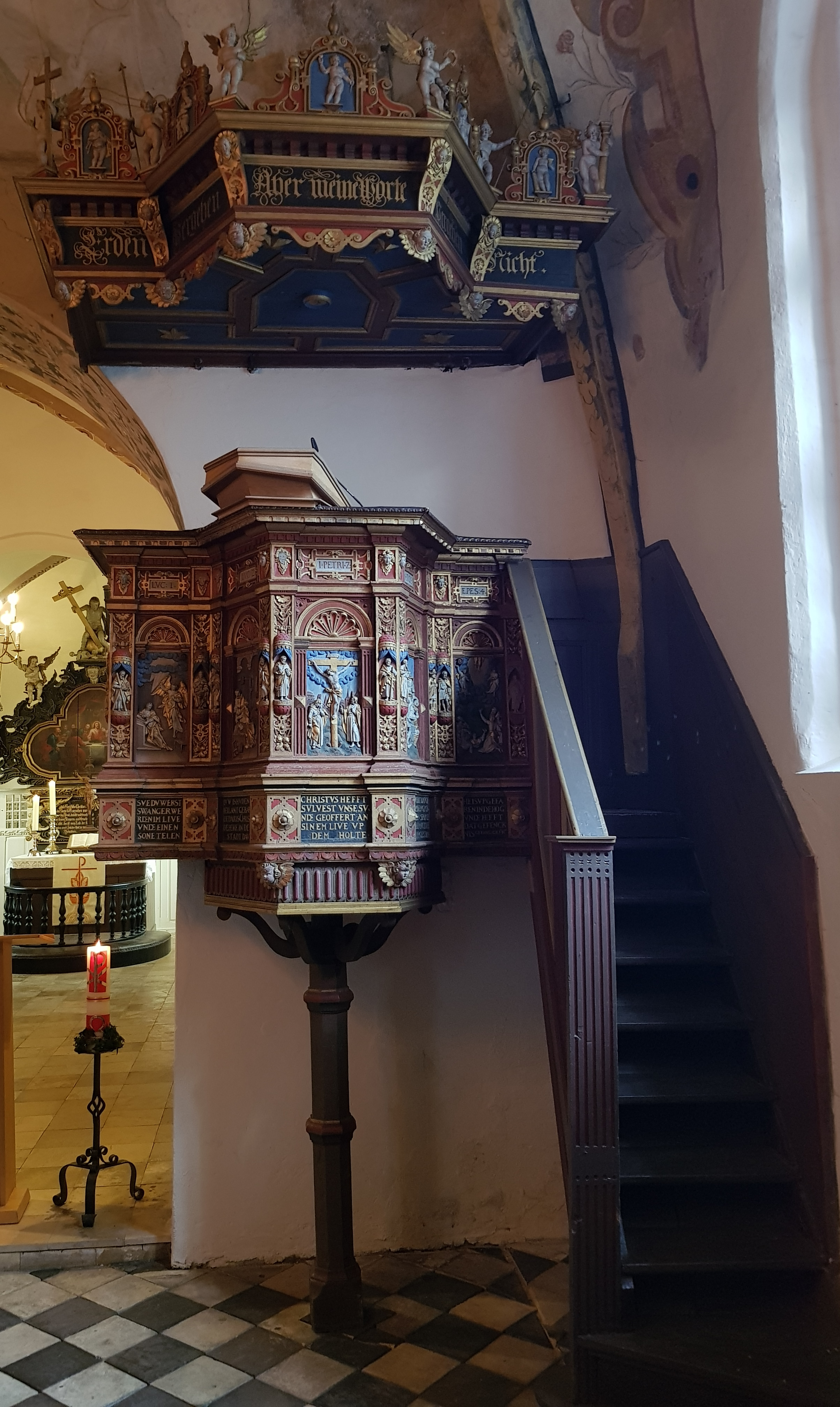
Die Kanzel aus der Ringerink-Schule in Flensburg von 1610

## Orgel

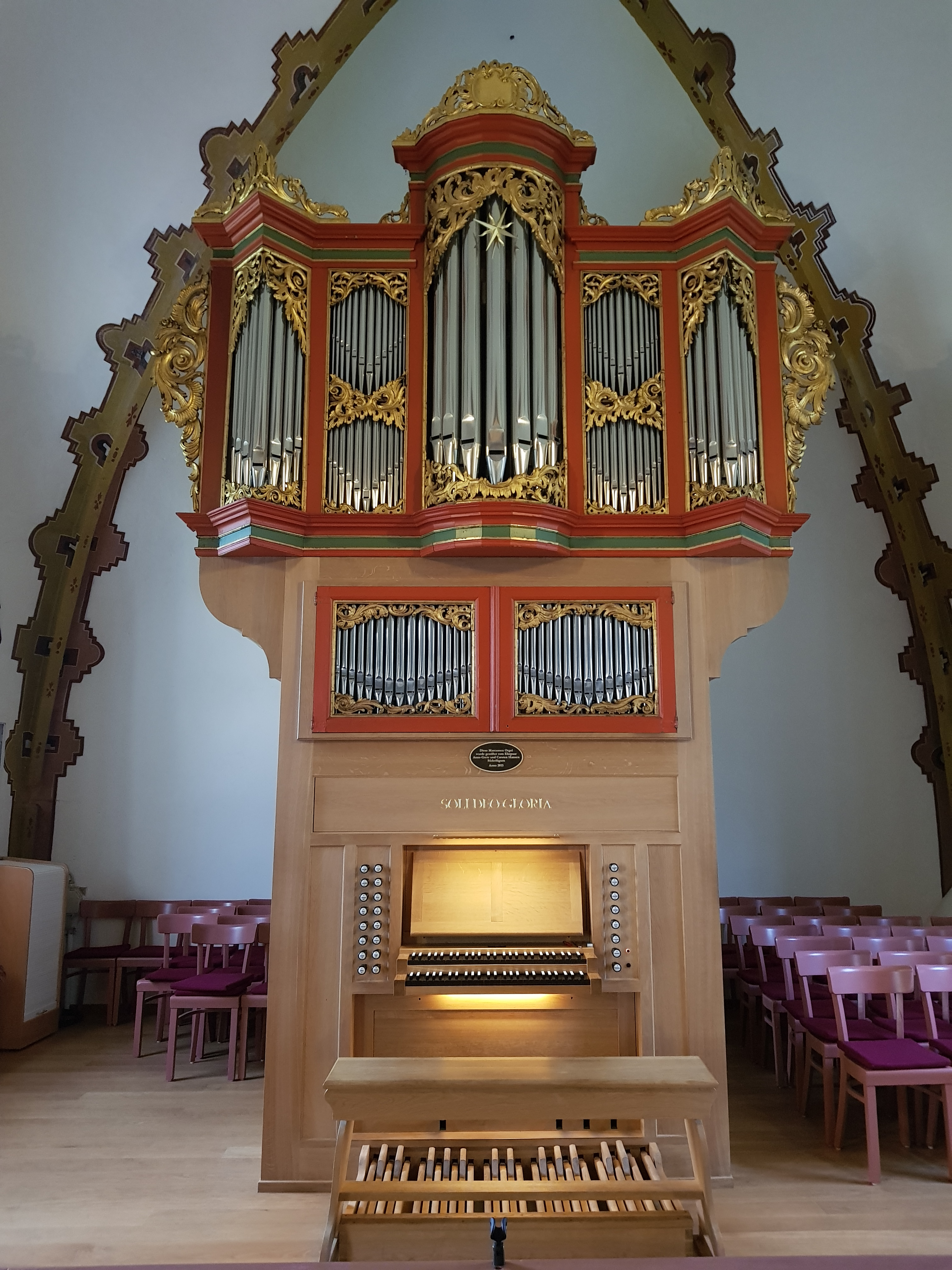
Die Marcussen Orgel von 2015

Im Jahre 2015 wurde die Orgel von 1975 durch eine gestiftete Marcussen & Søn-Orgel ersetzt. Integriert wurden Teile des Rokoko-Orgelprospekts der Vorgängerorgel aus dem 18. Jahrhundert, die sich in roter Farbe abheben. Das Schleierwerk ist vergoldet. Das Gehäuse ist aus massiver, holzsichtiger Eiche gefertigt und mit dem Putzhobel behandelt. Sie stellt den ersten Orgelneubau der Orgelbaufirma in Deutschland seit anderthalb Jahrzehnten dar. Das Instrument verfügt über 21 Register, die auf zwei Manuale und ein Pedal verteilt sind. Die Disposition lautet wie folgt:
| I Hauptwerk C–g3 |        |
| Prinzipal        | 8'     |
| Rohrflöte        | 8'     |
| Oktave           | 4′     |
| Spitzflöte       | 4′     |
| Rohrquinte       | 2 ⁄3′  |
| Oktave           | 2′     |
| Terz             | 1 3⁄5′ |
| Mixtur III       |        |
| Trompete         | 8′     |
| Tremulant        |        |

| II Brustwerk C–g3 |       |
| Holzgedakt        | 8′    |
| Quintatön         | 8′    |
| Koppelflöte       | 4′    |
| Blockflöte        | 2′    |
| Quint             | 1 ⁄3′ |
| Vox-humana        | 8′    |
| Tremulant         |       |

| Pedal C–f1  |
| Subbaß 16′  |
| Oktavbaß 8′ |
| Gedakt 8′   |
| Oktave 4′   |
| Fagott 16′  |
| Trompete 8′ |

- Koppeln: II/I (Wippenkoppel), I/P, II/P, II/P 4′
- Zimbelstern, Kanaltremulant
- Stimmung:
  - Höhe a1= 440 Hz bei 20 °C
  - Augustenborg-Stimmung nach Werckmeister III

## Glocken
Die Glocken hängen in einem freistehenden Glockenstapel aus dem 16./17. Jahrhundert. 1993 wurden die beiden Eisenglocken durch zwei Bronzeglocken der Gießerei Bachert mit den Tönen b’ und g’ ersetzt, die von der Erbschaft Johanna Creutz gekauft wurden. In die Glocken sind folgende Inschriften eingraviert:
- Lukas 19,42: „Wenn auch du erkenntest zu dieser Zeit, was zu deinem Frieden dient.“
- Sacharja 8,16: „Rede einer mit dem anderen Warheit und richtet recht, schafft Frieden in euren Toren!“

2016 wurde eine dritte Glocke mit dem Ton c’‘ gestiftet, gegossen von der Glocken- und Kunstgießerei Rincker. Eingraviert ist der Vers:
- Jeremia 22,29: „O Land, Land, Land, höre des Herrn Wort!“

2024 wurde das Geläut erneut durch eine Stiftung erweitert. Die vierte Glocke des Geläuts wurde ebenfalls von Rincker gegossen und erklingt im Schlagton f‘. Damit bildet sie die größte Glocke des Geläuts.
So erklingt vom Glockenstapel der Marienkirche folgende Schlagtonfolge:
c‘‘-b‘-g‘-f‘

## Gemeinde und Pastoren
Bei ihrer Gründung war die Süderlügumer Kirche noch eine Filiale von Humptrup, wurde aber spätestens mit der Reformation eine eigenständige Pfarrkirche. Der erste namentlich bekannte Pastor war Laurentius Montanus, der über fünfzig Jahre lang, von vor 1551 bis zu seinem Tod 1601, in Süderlügum predigte. Auf ihn folgte sein Sohn Petrus Montanus, der aber schon 1605 starb.
Zwischen 1623 und 1720 folgten drei Pastoren aus der Familie Claudius, Vorfahren des Dichters Matthias Claudius, aufeinander: Johannes Claudius (1601–1649), sein Sohn Peter († 1682) und dessen Sohn Nikolaus (Claus) (1656–1720), der Großvater des Dichters. Ihre Porträts und die ihrer Ehefrauen befinden sich in der Kirche. Nach dem Tod von Claus Claudius wollte die Gemeinde wieder einen seiner Söhne als Nachfolger einsetzen. Der Tonderaner Amtmann Johann Georg von Holstein wollte jedoch Predigerdynastien verhindern und befahl ihnen, sich für einen der vom König zur Wahl aufgestellten pietistischen Kandidaten zu entscheiden. Trotzdem gab es noch einen vierten Pastor mit Nachnamen Claudius: Von 1787 bis 1798 amtierte mit Andreas Claudius ein Enkel von Claus Claudius und Cousin des Dichters.